# Pyrgophora enigma
Pyrgophora enigma är en insektsart som beskrevs av Jacobi 1917. Pyrgophora enigma ingår i släktet Pyrgophora och familjen dvärgstritar. Inga underarter finns listade i Catalogue of Life.